# مديرية الملاح

تعديل مصدري - تعديل

مديرية الملاح إحدى مديريات محافظة لحج في اليمن. بلغ عدد سكانها 83444 نسمة عام 2004.

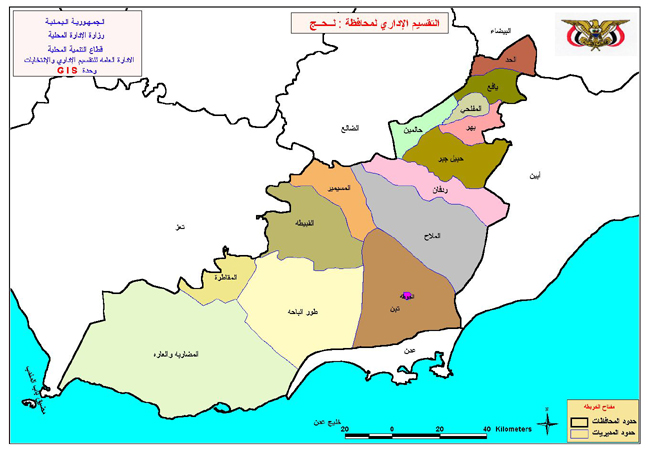
موقع مديرية الملاح في محافظة لحج